# Schloss Weyer, Judenburg
Schloss Weyer är ett slott i Österrike.   Det ligger i distriktet Murtal och förbundslandet Steiermark, i den östra delen av landet, 170 km sydväst om huvudstaden Wien. Schloss Weyer ligger 754 meter över havet.
Terrängen runt Schloss Weyer är huvudsakligen kuperad, men åt sydväst är den bergig. Närmaste större samhälle är Fohnsdorf, 3,9 km norr om Schloss Weyer. 
I omgivningarna runt Schloss Weyer växer i huvudsak blandskog. Runt Schloss Weyer är det ganska glesbefolkat, med 42 invånare per kvadratkilometer.